# Decreto de Guerra a Muerte

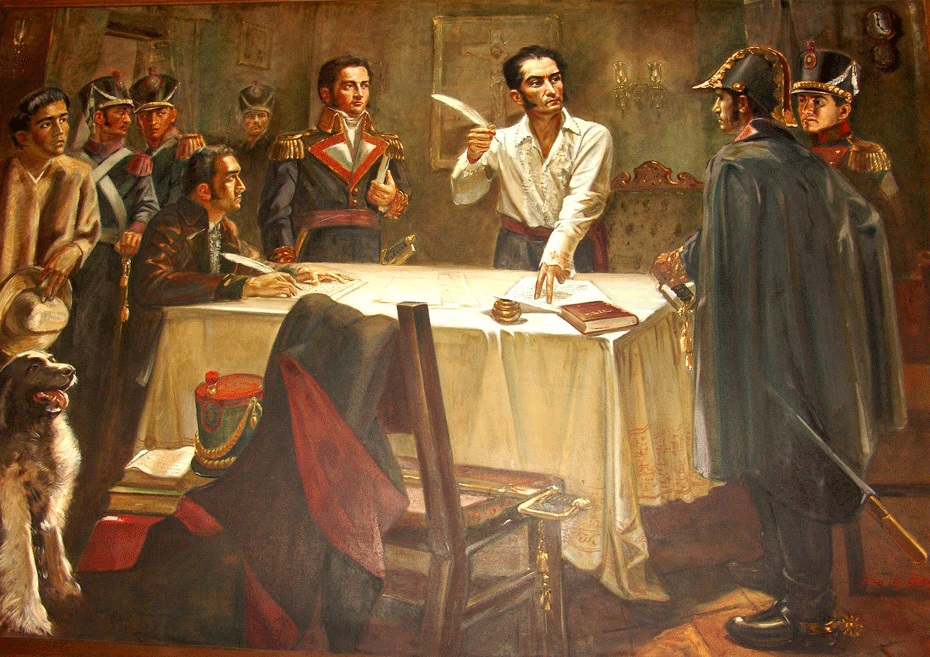
Simón Bolívar signa el Decret de Guerra a Mort durant la Campanya Admirable.

El Decret de Guerra a Mort va ser una declaració feta pel general Simón Bolívar el 15 de juny de 1813 a la ciutat veneçolana de Trujillo durant el desenvolupament de la Campanya Admirable. La declaració ve precedida mesos abans pel Conveni de Cartagena d' Antonio Nicolás Briceño. Aquest decret significava que els espanyols i canaris que no participessin activament en favor de la independència veneçolana se'ls condemnaria a mort, però, d'altra banda, que tots els americans serien perdonats, fins i tot si cooperaven amb les autoritats espanyoles. A més a més, afegia l'objectiu de comprometre de manera irreversible els individus amb la revolució. Va ser redactada sota la justificació dels crims comesos per Domingo Monteverde i el seu exèrcit contra els republicans durant la caiguda de la Primera República (que va deixar lliure a Bolívar a canvi del l'alliberament de Miranda). No obstant això la Guerra a Mort va ser practicada per tots dos bàndols.

## Desenvolupament de la Guerra a Mort
Durant la Campanya Admirable per cada lloc " tots els europeus i canaris gairebé sense excepció van ser afusellats " per les armes patriotes al seu pas. En febrer de 1814, en concloure la campanya, Juan Bautista Arismendi, per ordres de Bolívar, comandament a afusellar a 886 presoners espanyols a Caracas. Per engrossir el seu número va afegir inclusivament els malalts a l'hospital de La Guaira (prop de 500 a 1000 entre els dies 13 al 16 del mateix mes). Bolívar va escriure els detalls al Congrés de Nova Granada. En conseqüència, entre 1815 i 1817 van ser implicats i sentenciats a mort diversos ciutadans distingits de Nova Granada, capitostos de la revolució, sent ajusticiats a mans de l' exèrcit pacificador vingut amb el general Pablo Morillo.
La Declaració va durar fins al 26 de novembre de 1820, quan el general espanyol Pablo Morillo es va reunir amb el general veneçolà Simón Bolívar per concloure un Tractat d'Armistici i Regularització de la Guerra.